# Akacjowe Śpiewule
Akacjowe Śpiewule – dolnośląski zespół ludowy założony 1 maja 2007. Siedziba zespołu mieści się w Kątkach w gminie Marcinowice.

## Historia zespołu[1]
We wrześniu 2007 w Międzyzdrojach zespół zdobył wyróżnienie za bardzo udany debiut. W 2008 roku zespół wziął udział w wiosennej edycji listy przebojów ludowych Polskiego Radia Wrocław, do której to nagrał kilka piosenek. W lipcu 2008 brał udział w Festiwalu Współczesnej Kultury Ludowej w Kamieniu Pomorskim. We wrześniu 2009 zdobył nagrodę na Spotkaniach Artystycznych Seniorów w Międzyzdrojach. Co roku w czerwcu jest organizatorem biesiady zespołów folklorystycznych Akacjowe Śpiewanie pod Ślężą.
Na przełomie lipca i sierpnia 2010 brali udział w VII Festiwalu Kultury Łowieckiej EUROPEJSKA KNIEJA 2010, który miał miejsce w Sierakowicach na Kaszubach. 1 sierpnia wystąpili na VI Europejskich Spotkaniach z Muzyką "Barwy Folkloru" na Długim Targu w Gdańsku. Było to w czasie VII Morskiego Odpustu Św. Dominika. W sierpniu 2010 zespół koncertował na I Europejskich Targach Produktów Regionalnych w Zakopanem, oraz na zaproszenie Gazety Krakowskiej na zakopiańskich Krupówkach. W sierpniu 2011 zdobył I nagrodę na III Festiwalu Kultury Ludowej w Kobierzycach.
Ich pierwszą płytę Akacjowe zaKątki nagrano w Studio Nagrań III Liceum Ogólnokształcącego w Świdnicy.
6 i 7 lipca 2013 zespół brał udział w pierwszej edycji „Festiwalu  Pieśni Myśliwskiej Lanckorona’2013” w Lanckoronie. Z zespołem występował (akompaniował na harmonijce ustnej) kompozytor piosenek myśliwskich, Ryszard Kozłowski.

## Skład[a]
- Genowefa Laskowska
- Grażyna Babisz
- Katarzyna Babisz
- Jolanta Spyrka
- Bogumiła Olech
- Danuta Tomala
- Józefa Bednarz
- Renata Czudak
- Maria Copija
- Stanisława Farmus
- Paweł Świdziński
- Krystyna Grum
- Anna Wińska
- Krystyna Pełka
- Maria Chrobak (kierownik)
- Zdzisław Christ (akordeon)
- Jan Adamowicz (akordeon)
- Krzysztof Świgost (skrzypce)
- Hanna Raszkiewicz (kierownik artystyczny)

## Dyskografia
- 2011: Akacjowe zaKątki[3]

1. Kasia siano grabiła
2. Płynie woda z góry
3. Krakowiak
4. Szła dziewczyna
5. W moim ogródeczku...
6. Nie śpiesz się dziewczyno
7. Bije mama